# Dil Se Di Dua... Saubhagyavati Bhava ?
 (juillet 2025).
Si vous disposez d'ouvrages ou d'articles de référence ou si vous connaissez des sites web de qualité traitant du thème abordé ici, merci de compléter l'article en donnant les références utiles à sa vérifiabilité et en les liant à la section « Notes et références ».
 (mai 2024).
La mise en forme du texte ne suit pas les recommandations de Wikipédia : il faut le « wikifier ».
Les points d'amélioration suivants sont les cas les plus fréquents :
- Les titres sont pré-formatés par le logiciel. Ils ne sont ni en capitales, ni en gras.
- Le texte ne doit pas être écrit en capitales (les noms de famille non plus), ni en gras, ni en italique, ni en « petit »…
- Le gras n'est utilisé que pour surligner le titre de l'article dans l'introduction, une seule fois.
- L'italique est rarement utilisé : mots en langue étrangère, titres d'œuvres, noms de bateaux, etc.
- Les citations ne sont pas en italique mais en corps de texte normal. Elles sont entourées par des guillemets français : « et ».
- Les listes à puces sont à éviter, des paragraphes rédigés étant largement préférés. Les tableaux sont à réserver à la présentation de données structurées (résultats, etc.).
- Les appels de note de bas de page (petits chiffres en exposant, introduits par l'outil «  Source ») sont à placer entre la fin de phrase et le point final[comme ça].
- Les liens internes (vers d'autres articles de Wikipédia) sont à choisir avec parcimonie. Créez des liens vers des articles approfondissant le sujet. Les termes génériques sans rapport avec le sujet sont à éviter, ainsi que les répétitions de liens vers un même terme.
- Les liens externes sont à placer uniquement dans une section « Liens externes », à la fin de l'article. Ces liens sont à choisir avec parcimonie suivant les règles définies. Si un lien sert de source à l'article, son insertion dans le texte est à faire par les notes de bas de page.
- La présentation des références doit suivre les conventions bibliographiques. Il est recommandé d'utiliser les modèles {{Ouvrage}}, {{Chapitre}}, {{Article}}, {{Lien web}} et/ou {{Bibliographie}}. Le mode d'édition visuel peut mettre en forme automatiquement les références.
- Insérer une infobox (cadre d'informations à droite) n'est pas obligatoire pour parachever la mise en page.

Pour une aide détaillée, merci de consulter Aide:Wikification.
Si vous pensez que ces points ont été résolus, vous pouvez retirer ce bandeau et améliorer la mise en forme d'un autre article.
Dil Se Di Dua... Saubhagyavati Bhava ? ou L'histoire de Jhanvi (Jhanvi ki kahani en hindi) est une série télévisée indienne traitant de la violence conjugale, initialement diffusée entre le 18 décembre 2011 et le 18 janvier 2013 sur Star Plus. Mais à la suite de son succès, elle a été renouvelée pour une série spin off servant de troisième et dernière saison, une décennie plus tard. En pays francophones, elle demeure toujours inédite.

## Synopsis
C'est l'histoire de Jhanvi Dobriyal, née Sharma, dont le mariage devient un véritable supplice alors que son époux, Viraj, lui révèle sa personnalité toxique. Tout au long des épisodes, son vécu s'assimile à de la torture, tant physique que morale. Puis vient le jour où elle se persuade qu'il est temps de prendre un nouveau départ. Quittant finalement son mari, elle prend l'identité de Sia pour lui échapper. Mais pourra-t-elle être enfin chanceuse dans sa nouvelle vie ?
Saison 1a
Le premier épisode nous plonge déjà dans la dure vie conjugale de l'héroïne, Jhanvi Dobriyal. Alors qu'elle essaie d'échapper à son mari, celui-ci la rattrape et, toute la nuit, la torture en appliquant du fer chauffé sur ses pieds.
Des cas de violence telles que cités précédemment sont bien fréquents. Jhanvi doit se complaindre à tous les ordres de Viraj, et doit s'assurer que tout soit toujours nickel dans son foyer (son époux a horreur de la saleté). Quand il part au travail, Jhanvi se retrouve cloîtrée dans la maison, avec interdiction formelle de sortir. Car il faut savoir qu'en plus d'être un homme violent et maniaque, Viraj est aussi très possessif.
L'un des faits marquants dans la maltraitance de Jhanvi, c'est qu'à la Saint-Valentin, alors qu'elle avait tout préparé pour passer un moment romantique avec Viraj, celui-ci par un malentendu, la viole en croyant à tort qu'elle l'avait cocufier. N'en pouvant plus, la jeune femme décide de parler de ses mauvais traitements à sa famille, mais se ravise une fois que Viraj fait disculper son père d'une fausse accusation qu'il a lui-même orchestré.
Les jours qui suivent, Jhanvi apprend qu'elle est enceinte. Sa grand-mère, Dadi, que Viraj déteste, vient s'occuper d'elle à la maison. Résultat, l'époux de Jhanvi engage Geeta, une domestique muette, en réalité sa propre mère, pour les surveiller toutes les deux. Finalement Dida découvre le secret de son petit gendre en tombant sur son dossier de diagnostic psychiatrique. Avec l'aide du Dr Komokila qui s'occupe de son cas depuis un moment, elle décide de l'exposer durant les fiançailles de Siya, sa petite-fille et sœur cadette de Jhanvi. Malheureusement, Viraj l'intercepte à temps et la fait tomber de la terrasse, la paralysant sur le coup.
Pourtant les secrets de Viraj ne restent plus longtemps tapis dans l'ombre. Car le jour où Jhanvi la surprend en train de battre Geeta, elle apprend la vérité sur leur relation. Hélas , à l'instant, un accident la fait perdre la grossesse, la laissant traumatisée pendant des jours.
Sanjay, celui pour qui Viraj croyait avoir été cocufié par Jhanvi et incarcéré par lui, a fini par sortir de prison. Détenant ses secrets, il essaye de tout révéler à Jhanvi, seulement pour que le concerné le fasse lui-même en prenant assez de longueur d'avance pour être pris en pitié. C'est ainsi que Jhanvi apprend que c'est le traumatisme du décès de la famille de Viraj qui a fait de lui l'homme violent qu'il est aujourd'hui. Par amour, elle accepte de ne pas le quitter, et de le soutenir dans son traitement administré par la doctoresse Komokila.
Plus tard, après avoir manqué de se suicider, la jeune femme se fait persuader par sa belle-mère de reprendre sa vie en main et de dénoncer les abus de son mari. Résultat, ce dernier s'en prend à sa propre mère ainsi qu'à sa belle-famille, en incendiant leur maison sous les yeux de Jhanvi. Comme si ça ne suffisait pas, il l'épouse de force et exige de consommer son union avec elle le lendemain. Pensant qu'il est grand temps de le quitter, elle trouve une complice en la personne du Dr Komokila qui a pu enfin fonder ses doutes sur l'origine de l'état de Dadi et l'arrestation de Sanjay.
En droguant Viraj, Jhanvi parvient à s'enfuir de la maison lors de sa supposée nuit de noces. Elle simule sa mort dans un accident de voiture, change de look et d'identité, se faisant maintenant appeler Sia. Elle déménage alors à Gurgaon, ville où elle fait la rencontre de son futur grand amour, Raghav Pratab Singh.
Quand elle rencontre Raghav, Sia traverse une phase de thérapie difficile. Craignant de se retrouver face à un second Viraj, elle refuse l'engagement, et pire encore elle a peur de tous les hommes. Bien évidemment, Raghav lui-même ne fait rien pour redorer son blason, du moins au début de leur fréquentation quand à cause d'elle, il s'est injustement retrouvé derrière les barreaux. Quelque temps plus tard, il la laisse côtoyer son neveu muet, Krish, qui apprécie énormément sa compagnie. Étant devenue la gouvernante du petit garçon, Sia a finit par conquérir le cœur de Raghav par sa manière de bien prendre soin de lui. Se découvrant elle-même des sentiments à son égard, elle finit par accepter la proposition du jeune homme quand il lui déclare sa flamme.
Alors que Sia croyait vivre son bonheur indéfiniment, l'ombre de Viraj recommence à la honter. Ses craintes prennent finalement vie quand Viraj, victime d'un accident causée par la belle-sœur de Raghav, est conduit dans le manoir familial pour se rétablir. Au début, les deux protagonistes ne se croisent pas. Mais même lorsque ça a été le cas, Viraj ne s'en est pas pris directement à son ex, prétextant une amnésie pour rester dans ce nouveau foyer.
Petit à petit, Viraj essaie de perturber la nouvelle vie de Sia en tentant de monter Raghav contre elle. Or ce qu'il ignore, c'est que Raghav a été mis au courant à son sujet. C'est même à peine s'il ne se retient pas de lui flanquer une correction durant tout le long de son séjour. Plus tard, quand le manège de Viraj concernant sa perte de mémoire sera dévoilée, il n'hésite même plus à s'en prendre à Raghav, en plus de Sia. Heureusement toutes ses tentatives contre ces deux âmes sœurs sont vains.
Dans le climax de la première partie de la saison, le vrai visage de Viraj est exposé au cours d'une soirée, laquelle tous les invités verront une projection de ses vidéos de tortures à l'encontre de Sia. Cette dernière, prête pour le divorce, décide d'avancer en se remariant à Raghav. Tandis que tous deux se réjouissent de la nouvelle vie pleine d'amour qui les attend, Viraj est envoyé dans le seul endroit où il a réellement sa place : l'asile psychiatrique.

## Distribution

### Personnages principaux
- Sriti Jha dans le rôle de Jhanvi Dobriyal / Sia Singh - L'ex-femme de Viraj ; La femme de Raghav ; La gouvernante puis la tante de Krish
- Karanvir Bohra dans le rôle de Viraj Dobriyal - Le fils de Geeta; L'ex-mari de Jhanvi
- Harshad Chopda dans le rôle de Raghavendra "Raghav" Pratap Singh - Le mari de Jhanvi ; L'oncle maternel de Krish

### Personnages secondaires
- Mala Salariya dans le rôle d'Ananya Ghosh
- Vinay Rohrra dans le rôle de Rajendra Khanna alias Raj
- Mouli Dutta dans le rôle de Paromita Ghosh
- Jaya Ojha dans le rôle d'Uma Sharma
- Akanksha Juneja dans le rôle de Tanisha
- Sudha Chandran dans le rôle de Mme Vyas
- Neha Mehta dans le rôle du Dr Komal Singh
- Yash Ghanekar dans le rôle de Krish Singh
- Kiran Bhargava dans le rôle de Sudha Sharma
- Sumukhi Pendsey dans le rôle de Gayatri Singh
- Sulagna Chatterjee dans le rôle de Siya Sharma
- Natasha Rana dans le rôle de Geeta
- Ram Mehar Jangra dans le rôle de Unniyal
- Urvashi Dholakia dans le rôle du Dr Komolika Rana
- Fenil Umrigar dans le rôle de Priya Malhotra
- Vaquar Shaikh comme M. Shekhawat
- Sagar Naik dans le rôle du Dr Bhandari

## Critique
L'émission se concentrait sur la lutte d'une femme pour se libérer de son mari obsessionnel et violent. Le Times of India a déclaré que les performances de Bohra et Sriti avaient valu à l'émission une audience plus élevés.

## Suite
La série a connu une suite en 2023, soit 10 ans après la fin du premier opus. Intitulé Saubhagyavati Bhava : * Niyam Aur Shartein Laagu, elle mettait de nouveau en vedette Karanvir Bohra dans son rôle de Viraj, avec de nouveaux acteurs tels que Dheeraj Dhoopar incarnant Raghav et Amandeep Sidhu incarnant Sia, un couple qui n'a absolument rien à voir avec sa version d'origine.

## Anecdotes
- La série est inspiré du film américain des années 90, Les Nuits avec mon ennemi.
- Bien qu'elle soit le personnage principal, Jhanvi meurt à la fin de la première saison.
  - Un cas similaire a eu lieu dans la série Le Destin de Zoya, où l'héroïne meurt à la fin de la saison 1.
    - Comme par coïncidence, il s'avère que Karanvir Bohra a décroché un rôle dans ces deux séries en tant que personnage principal masculin.
- Le personnage d'Ananya a été introduit dans la série pour remplacer Jhanvi dans la série. Ayant reçu son cœur en don et sa volonté de justice, elle entre dans la vie de Viraj pour lui faire payer tous ses crimes passés.
- Karanvir Bohra est le seul acteur à demeurer dans la série du début à la fin.
- Cette série est l'une des rares parmi les feuilletons indiens à faire mourir son héroïne sans possibilité de retour (sosie, perte de mémoire, réincarnation).